# Lophocolea madagascariensis
Lophocolea madagascariensis là một loài Rêu trong họ Lophocoleaceae. Loài này được Gottsche mô tả khoa học đầu tiên năm 1882.